# Seefeld in Tirol
Seefeld in Tirol és un municipi del districte d'Innsbruck-Land, en l'estat austríac de Tirol. Es troba a uns 17 km al nord-oest d'Innsbruck. És una de les destinacions turístiques tiroleses més famoses per l'esquí a l'hivern, però també pel senderisme a l'estiu.

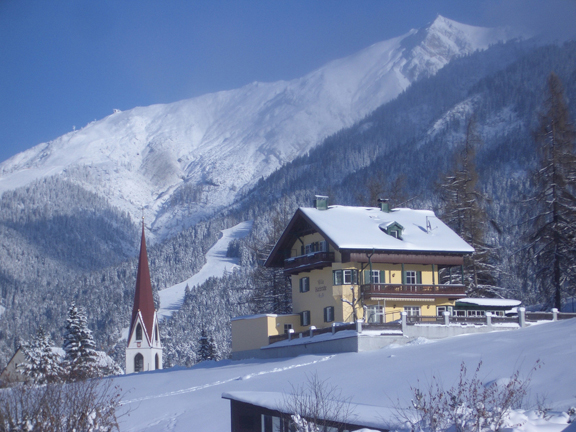
Seefeld a l'hivern